# Kong-Bakwa
Kong-Bakwa ou Kong est un village du département du Nkam au Cameroun. Situé dans la commune rurale de Ndobian, il est localisé à 13 km de Nkondjock, sur la piste piétonne qui lie Nkondjock à Mbiam. 

## Population et environnement
En 1967, le village de Kong-Bakwa  avait 172 habitants. La population est essentiellement composée des Bakwa. La population de Kong-Bakwa était de 52 habitants dont 21 hommes et 31 femmes, lors du recensement de 2005. 